# فهر بن مالك
فهر بن مالك، الجد العاشر للنبي محمد بن عبد الله -صلى الله عليه وسلم- وسيد قبيلة بني كنانة في عصره وكان اسمه قريش ولُقب بفهر وهو جد قبيلة قريش.

## نسبه
- هو: فهر بن مالك بن النضر بن كنانة بن خزيمة بن مدركة بن إلياس بن مضر بن نزار بن معد بن عدنان.[2]
- زوجته هي :ليلى بنت الحارث بن تميم بن سعد بن هذيل بن مدركة بن الياس بن مضر بن نزار بن معد بن عدنان.[3] بنت أحد أشراف قبيلة هذيل. وأنجب منها جميع أبناءه [3]

وذكر بعض المؤرخين أنه قريش ولكن جمهور المؤرخين والنسابين أنكروا هذا وذكروا أن قريشا الذي تنتسب له قبيلة قريش هو جده النضر بن كنانة، ودل على ذلك كلام النبي محمد بن عبد الله -صلى الله عليه وسلم- القائل: «نحن بنو النضر بن كنانة».
ولهذا عده بعض المؤرخين بقريش الأوسط. باعتبار أن النضر بن كنانة هو قريش الأكبر، وقصي بن كلاب هو قريش الأصغر.
قال الطبري في تاريخه: 
| فهر بن مالك | وكان فهر في زمانه رئيس الناس بمكة. | فهر بن مالك |

وهو أقرب جد مشترك للعشرة المبشرين بالجنة.

## أم فهر
- أمه: جندلة بنت عامر بن الحارث بن مضاض بن عمرو الجرهمية.[2][4][5][6] وقيل: سلمى بنت أد بن طابخة بن الياس بن مضر. وقيل جميلة بنت عدوان البارقية الأزدي والمشهور أنها جندلة الجرهمية وذلك أنه لما تجمع بنو النضر بن كنانة وقويت شوكتهم قال الناس : (( لقد تقرش بنو جندلة )).[7]

## أولاده
- غالب بن فهر
- الحارث بن فهر
- محارب بن فهر
- أسد بن فهر
- عوف بن فهر
- ذئب بن فهر
- جون بن فهر[8]
- جندلة   بنت فهر، تزوجها حنظلة بن مالك التميمي، وولدت له يربوع بن حنظلة جد بني يربوع.